# ボーイスカウトアメリカ連盟
ボーイスカウトアメリカ連盟（英語: Boy Scouts of America, 略称BSA) はアメリカ合衆国における最大の青少年運動組織の一つである。2,400万人以上の青少年加盟員と100万人近い成人ボランティアを擁する。1910年に国際的なスカウト運動の一部として創立されて以来、のべ1億1,000万人以上のアメリカ合衆国国民がボーイスカウトアメリカ連盟の加盟員となっている。
アメリカ連盟の目標は、共同体の中で協力して行う広汎的な野外活動・教育プログラム・キャリア志向プログラムを通じて、青少年に責任のある市民性、人格の向上と自立の訓練を施すことである。スカウト教育法は、キャンプや水上競技、ハイキングなどといった様々な活動を通して年少加盟員に誠実、善い市民性や野外活動技能などの代表的なスカウト運動の価値観を教え込むためのプログラムの一部である。 アメリカ連盟は前述の様々な野外活動を加盟員が行えるようにフロリダ、ミネソタ、ニューメキシコ、ウエストバージニア、マニトバ、オンタリオに活動用地を所有しており、これらはハイアドベンチャーベース(high-adventure bases)と総称されている。

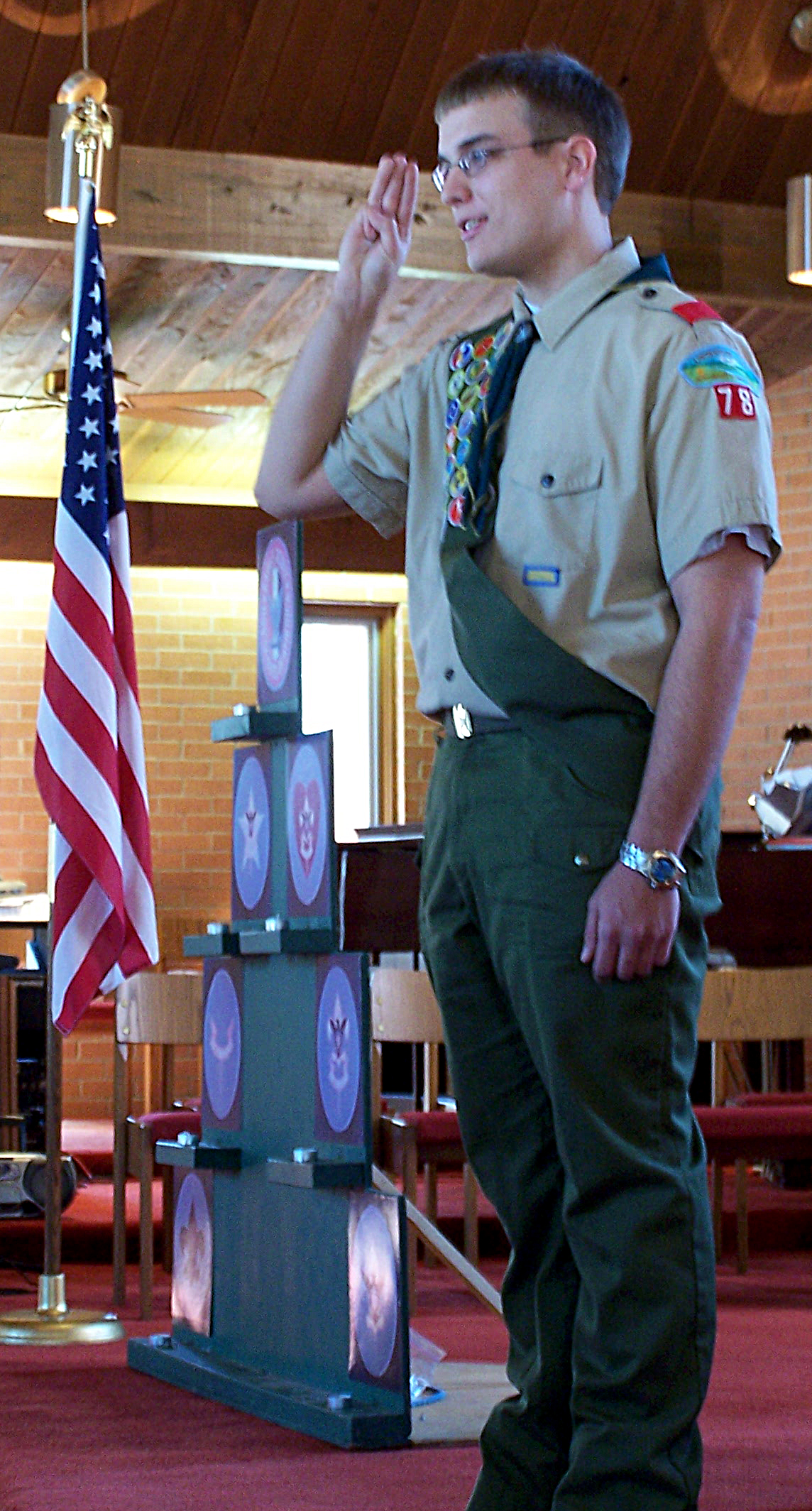
ボーイスカウト、2006年

アメリカ連盟は世界スカウト機構を構成するメンバーである。 伝統的な区分として、7歳から10歳と半年までの少年のカブスカウト（Cub Scouting）、10歳と半年から18歳までのボーイスカウト（Boy Scouting）、青年か14歳以上の（もしくは8年生を修了した）女子で21歳以下の者のためのベンチャー（Venturing）の部門がある。ラーニング・フォア・ライフは非伝統的な補足的なプログラムで、キャリア教育を提供している。 アメリカ連盟は青少年が地域社会の中でスカウト運動を行えるように、教会、クラブ、市民団体、あるいは教育組織といった地域の団体の公認を得て伝統的なスカウト運動を行っている。
アメリカ社会におけるスカウト運動の影響力は、擁護するものと批判するものの両方からたびたび引き合いに出される。様々な州裁判所や連邦裁判所での訴訟の結果として、批判者はアメリカ連盟の加盟員の義理は不公平だと主張している。
2010年以降、過去数十年に渡ってアメリカ連盟内部で指導的立場にあった者たちによる性的虐待の被害が明らかになってきており、これまでに数千人単位で加害者がアメリカ連盟を除名されている。被害者は1万人以上に渡るとされており、アメリカ連盟を相手取った訴訟も相次いた。2020年2月18日には損害賠償に対応するため連邦倒産法第11章の適用を申請するに至っている（後述）。
2024年5月7日には財政破綻や性的虐待を乗り越え、また多様性を強調するために名称をスカウティング・アメリカ (Scouting America)に変更することを発表した。

## 起源
20世紀初頭はアメリカ合衆国における進歩主義がたけなわであった。農村から都市への移住が進むに伴い、青少年はもはや愛国心や個人主義を学ばなくなるのではないかという懸念が一部であった。YMCAは福祉と心身・社会的・宗教的発達プログラムに焦点を当てた青少年刷新の初期の奨励者であった:72–82。

### 前身

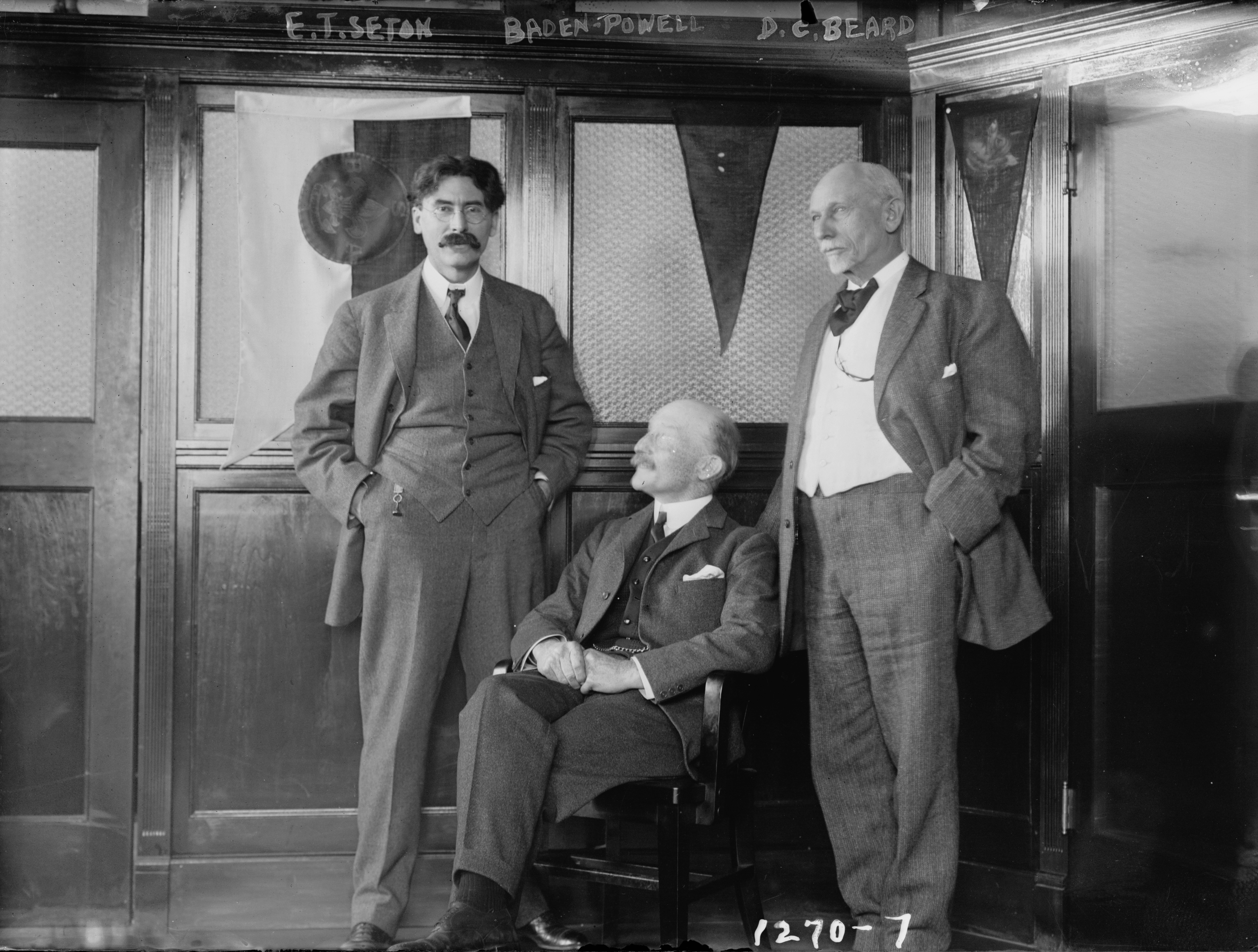
アーネスト・トンプソン・シートン(左)、ベーデン・パウエル(中央)、ダニエル・カーター・ビアード(右)

アメリカ連盟には特筆すべき2つの前身を持つ。アーネスト・シートンによって1902年にはじまったウッドクラフト・インディアンズとDaniel Carter Beardによって1905年にシンシナティで創設されたダニエル・ブーンの息子たちである。1907年にロバート・ベーデン＝パウエルがシートンの作品の要素を用いて英国でスカウト運動を創始した。いくつかの少年向けのスカウト運動のプログラムは合衆国で独自に始められた。(アメリカ合衆国におけるスカウト運動を参照)。これらのスカウトのプログラムは、アメリカ連盟に併合されていった。

### ボーイスカウトアメリカ連盟の創設

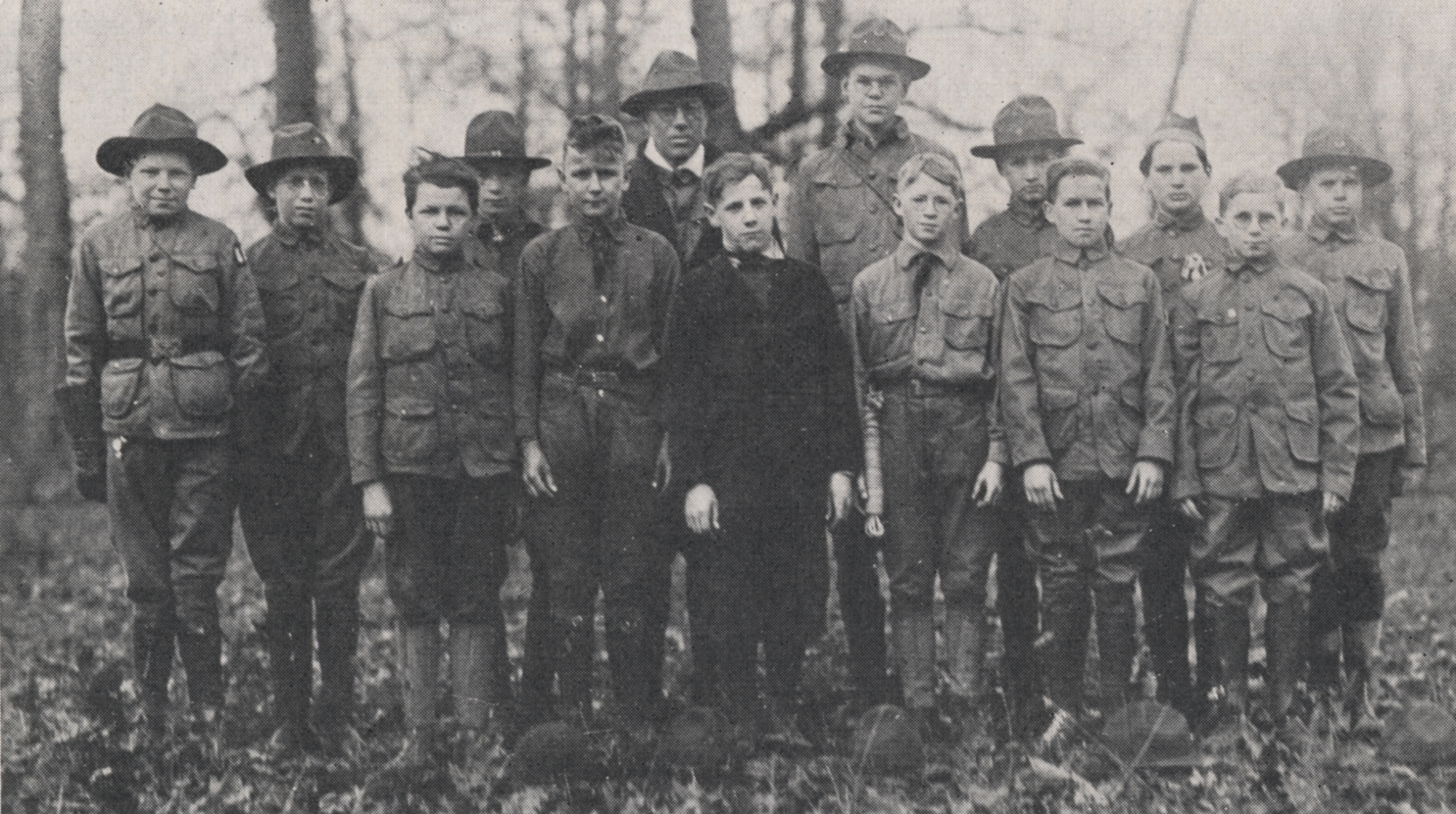
ボーイスカウト第10隊。1918年オハイオ州コロンバスにて

1909年、シカゴの出版業者ウィリアム・ボイスがロンドンを訪れた際、アンノウン・スカウトとして知られることとなる少年と出会う。 ボイスが霧の中で道に迷っていると、アンノウン・スカウトは彼を助け、目的地に送り届けた。少年は自分はボーイスカウトなので善行をしなければならないと言ってボイスのチップを断った。ボーイスカウトに興味を持ったボイスはボーイスカウト本部の職員(一部の記述ではベーデン＝パウエル)と会った。帰国するや否や、ボイスは1910年2月8日にボーイスカウトアメリカ連盟（Boy Scouts of America）の法人組織を立ち上げた。Edgar M. RobinsonとLee F. Hanmerは初期のアメリカ連盟に興味を持ち、発展のため1910年4月にボイスにプログラムをYMCAに譲ることを納得させる。Robinsonはシートン、 Beard, Charles Eastmanやその他の著名な初期の青少年運動指導者の賛同を得た。アメリカ人の男らしさの減少に不満を漏らしていた前大統領セオドア・ルーズベルトは熱烈な支持者となった。1911年1月、Robinsonはのちにアメリカ連盟総長となりスカウト運動を合衆国中に拡大させたJames E. West.に運動を譲った。
アメリカ連盟は、1910年の法人設立の目的は「（少年たちに）愛国心、勇気、自信、同質的な価値観を教えるため」と言及している。 後年の1937年、 総長代理のGeorge J. Fisherはアメリカ連盟の使命を「成熟しつつある世代の持つ最も重要な義務とは後身に高き理想と適切な振る舞いを教えることである」と表現している。 現行のアメリカ連盟のミッションステートメントは「ちかいとおきての価値観を心に焼き付けて、若者に道徳的選択の備えをさせる」である。末日聖徒イエス・キリスト教会は合衆国におけるスカウト運動の最初のスポンサーであり、1913年に若者のための相互改善プログラムの一環としてスカウト運動を採用した。
ボーイスカウトの最盛期であった、1973年には400万人以上の若者が活発に活動していた。今日では、屋外イベントでの人気は衰え、加盟員数は減少している。ただし、アメリカ連盟は依然として米国最大のスカウト組織であり、2021年時点で約120万人の若者の参加者と約100万人の成人ボランティアを擁する、米国最大の青少年組織の1つである。

### 連邦政府による公認
アメリカ連盟は合衆国法典第36編の下で議会憲章を有する。その意味するところはアメリカ連盟は数少ない「36編法人」の一つということである。1916年の法人法で同じように認められた少数の愛国的・国家的組織、たとえばガールスカウトアメリカ連盟、米国在郷軍人会、赤十字、リトルリーグ、米国科学アカデミーなどにこの制度を設立した。連邦政府の公認は本来であれば名誉とされるところだが、反トラスト・寡占規制からの自由や組織の象徴や記章の完全な統制などの特典と権利を認められている。議会が特別な規制をアメリカ連盟に課すこともかけることもなく、自由に独立して活動し続けられる。
ウィルソン大統領が1916年6月15日に署名した連邦政府によるアメリカ連盟公認のために、Paul Sleman、Colin H. Livingstone、Ernest S. Martin、James E. Westは成功裏に議会でロビー活動を行った。公認を求めた主な理由の一つは、合衆国のボーイスカウト（United States Boy Scouts）やアメリカ・ローンスカウト連盟（Lone Scouts of America）のようなほかのスカウト運動組織への対抗策としてであった。

## 加盟員区分

### 伝統的な部門分け

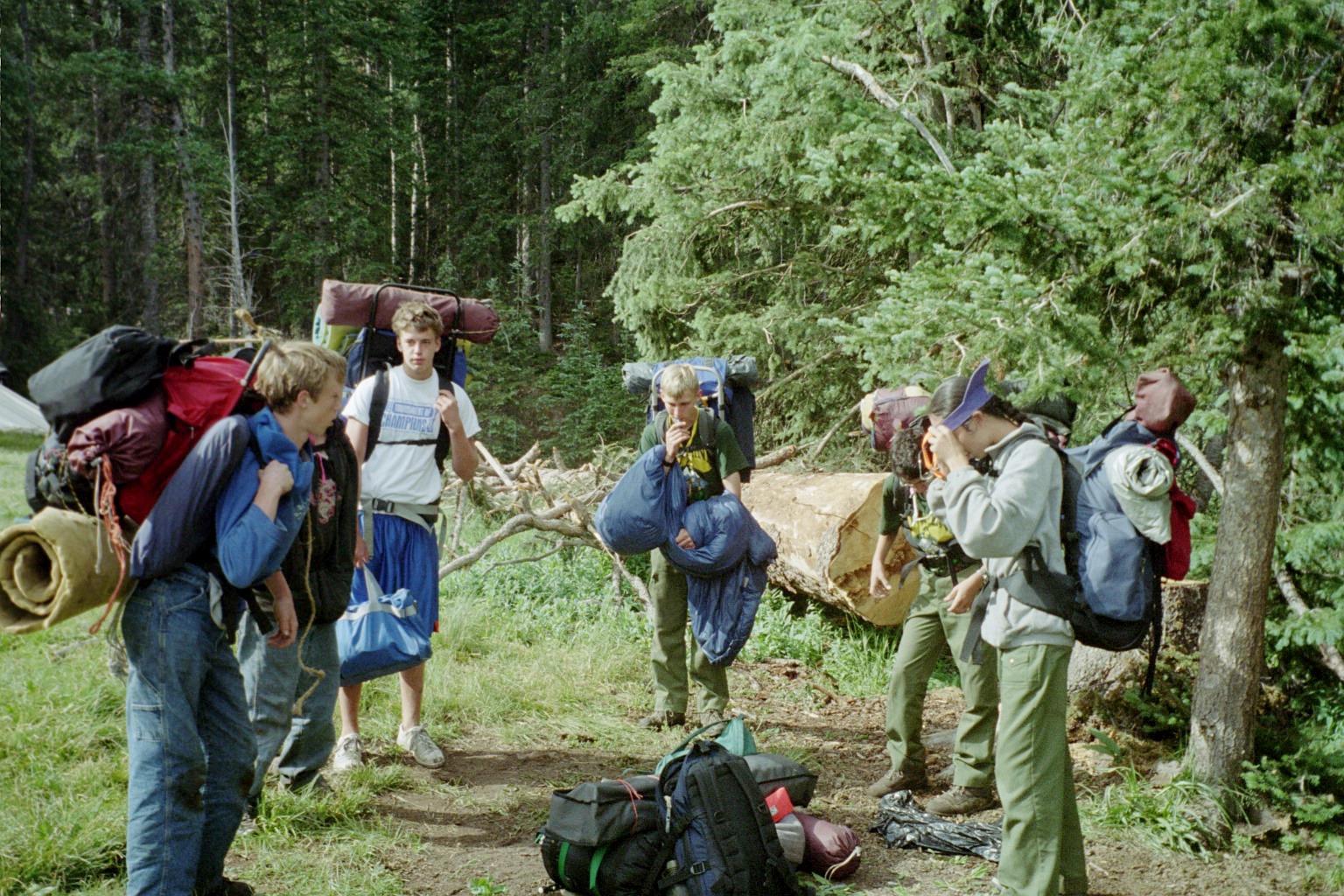
トレッキングの準備をするバーサティ・スカウト

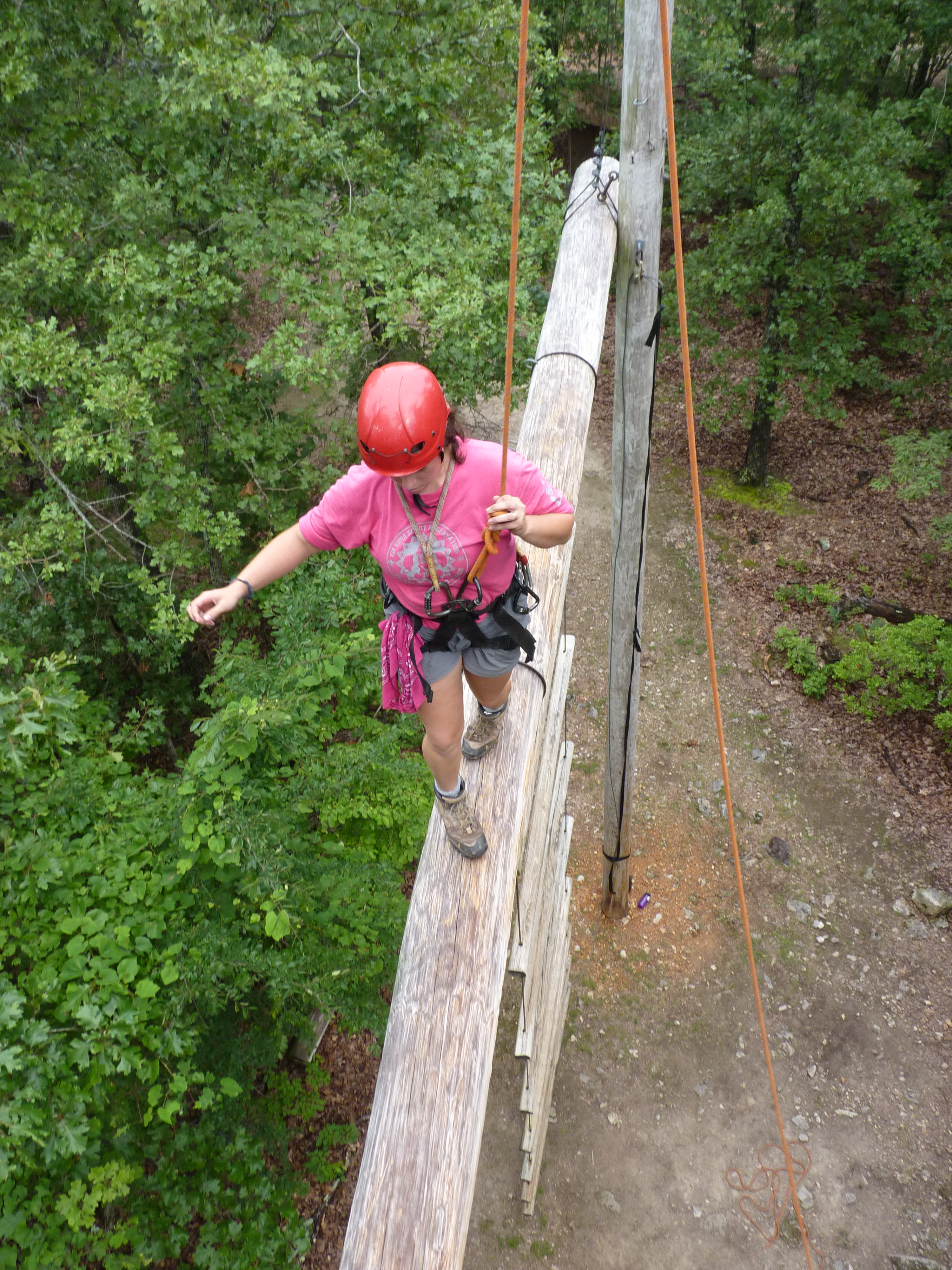
COPEハイロープコースを横断するベンチャー

アメリカ連盟では、スカウト運動は4つの主要プログラムによるひとつの運動とみなされている。
- カブスカウト(Cub Scouting) は5歳（kindergarten）から５年生までの少年向けのもので、最大のプログラムである[25]。このプログラムは人格の成長、市民性の涵養、健康の追求を目的として設計されている。カブスカウトは年齢に応じてタイガーカブ(Tiger Cubs)、ウルフ（Wolf）、ベアー（Bear）、ウィービローズ（Webelos）に分けられる[4][13]。
- ボーイスカウト（Boy Scouting）は11歳から18歳（5年生を修了、またはカブスカウトで光の矢章を取得していれば10歳でも可）の少年向けのもので、アメリカ連盟の基幹とも言うべきプログラムである[25]。人格、市民性、健康のためにキャンプ、水上競技、ハイキングといったような野外活動が行われる[26]。
  - バーサティスカウト（Varsity Scouting）はボーイスカウト部門の一区分で、14歳から18歳の少年向けのものである。これは通常のプログラムに加えて高度な冒険やスポーツ活動が追加されている[27]。
  -  矢の騎士団（Order of the Arrow） は熟達したキャンパーのためのボーイスカウトの全国的名誉共同体で、アメリカ原住民の慣習に基づいて友愛と快活な奉仕に従事する[28]。
- ベンチャー（Venturing）は14歳から21歳までの男女向けのプログラムである[25]。青年の発達を助ける肯定的な体験と責任ある大人になる準備のためのプログラムを提供する[29]。
- シースカウト（Sea Scouting）は14歳から21歳までの男女向けの、 海事に焦点を当てたプログラムである[30]。

合衆国中におよそ10万人の身体・精神障害者スカウトが存在する。障害者であることが証明された人は各部門の年齢制限を越えて在籍することが許される。この規定によって全ての加盟員が、望む限りスカウト運動を進めることが許されている。 進歩具合はスカウト能力の最高点への到達をもって測られる。

### ラーニング・フォア・ライフ
ラーニング・フォア・ライフは学校や職場に基礎を置く、アメリカ連盟の補助的プログラムである。学校や若者に現代社会の複雑さに備えさせるとともに自信、やる気、自尊心を高めさせる地域社会に根ざした団体を利用する。エクスプローリングは職場に基礎を置く、就業機会、人生、技能、市民性、人格教育とリーダーシップ経験という5つの分野のプログラムによるラーニング・フォア・ライフのプログラムである。
ラーニング・フォア・ライフは伝統的なスカウト運動のプログラムとは考えられていない。スカウトのちかいとおきても、スカウトの伝統的な制服も使用しない。すべてのラーニング・フォア・ライフのプログラムは性別、居住地、性的指向その他の理由にかかわらずあらゆる青年と大人に対して開かれている。

### 加盟員についての議論

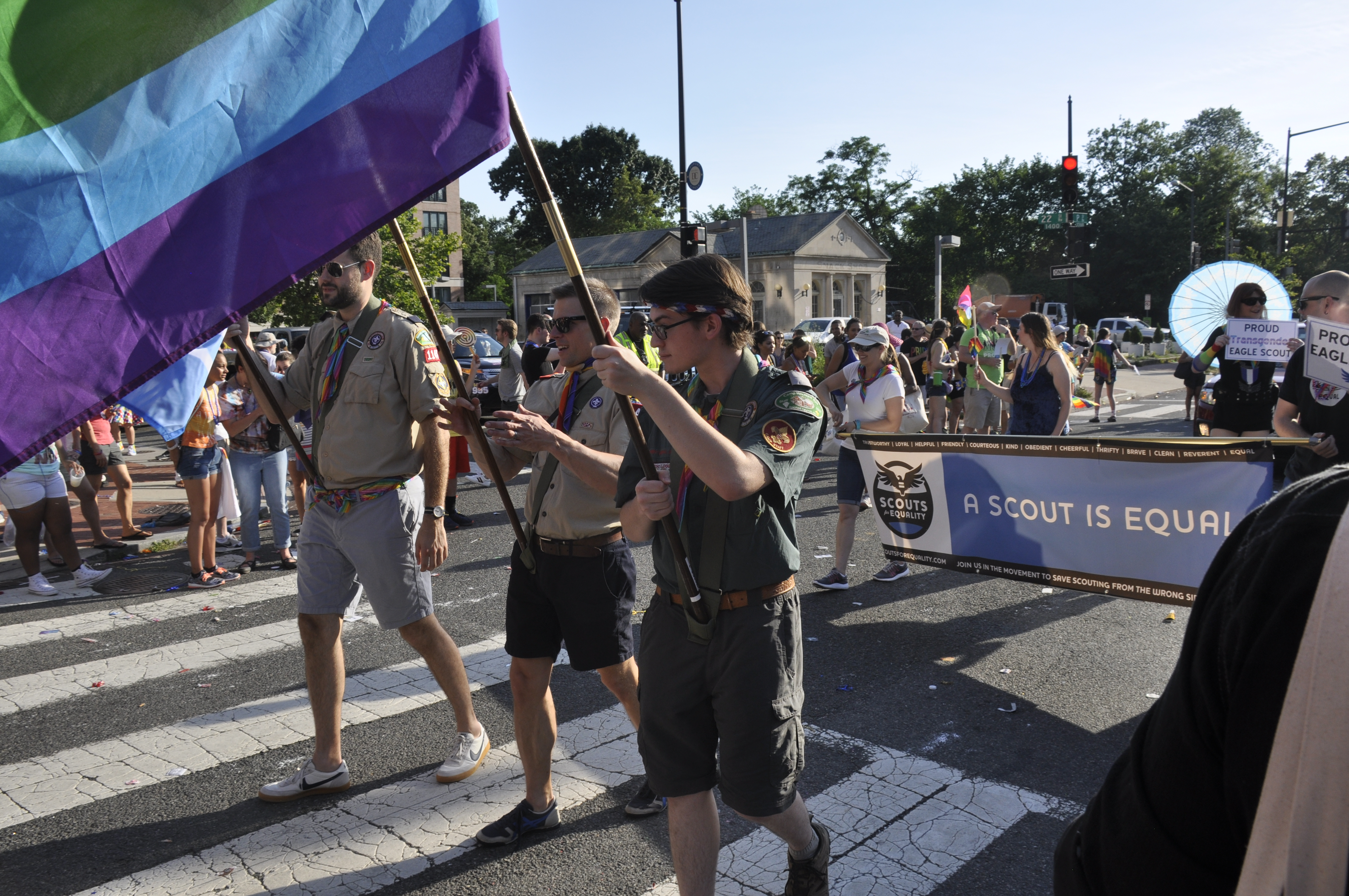
LGBTボーイスカウトとそのサポーター。2017年キャピタルプライド・パレードで旗を掲げ、スカウトは等号。

アメリカ連盟のラーニング・フォア・ライフとは違って、伝統的なアメリカ連盟のプログラムの加盟員はより厳格で議論がある。少女はカブスカウト・ボーイスカウトには参加できず、　ベンチャーおよびシースカウトには参加できる。女性は成人ボランティアとしてなら全てのプログラムに参加できる。2015年まで、アメリカ連盟は「公言した」ゲイとレズビアンの成人の参加を妨げている。アメリカ連盟は「神への務め」の原則から、未だに無神論や不可知論の子供と大人にほぼ参加禁止に近い態度をとっている。
2015年5月、ボーイスカウトアメリカ連盟総長Robert Gatesはもうゲイの指導者の禁止は終える時期だと言った。Gatesはこれ以上「維持できない」と言った。2015年6月10日、ボーイスカウトアメリカ連盟理事会は問題を全国理事会に照会した。2015年7月27日、ボーイスカウトアメリカ連盟は票決により、公言したゲイの指導者および従業員の全面的禁止を解いた。

## プログラム

### 教育のねらい、方法、理想

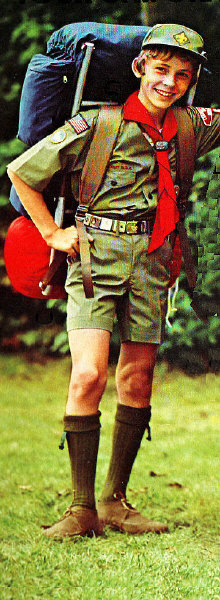
1974年当時の制服を着たボーイスカウト

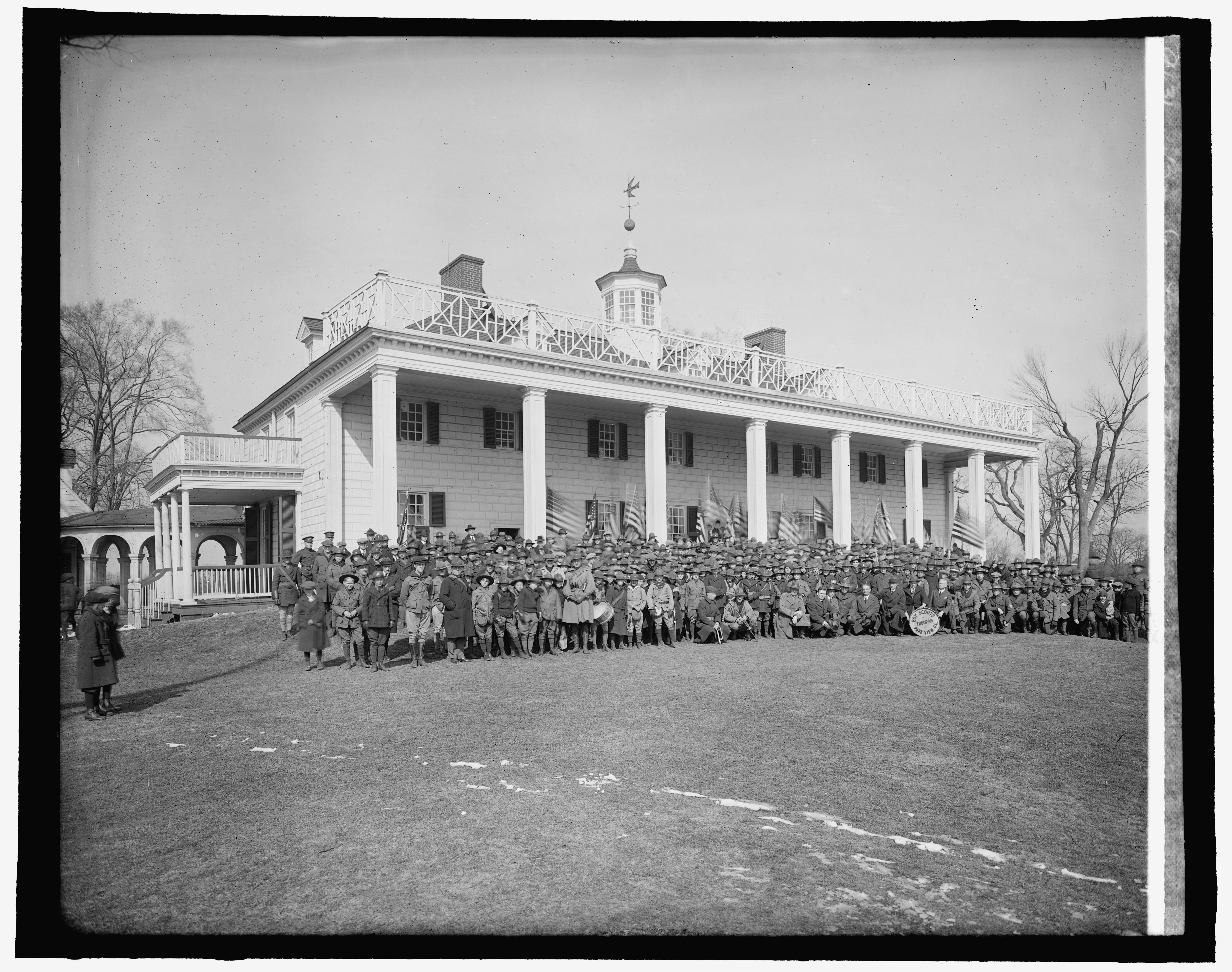
バージニア州マウントバーノンのボーイスカウト隊

アメリカ連盟の目標はスカウト運動のねらいとして言及される。すなわち道徳・人格的発達、市民性の涵養、肉体的、精神的及び情緒的健康の促進である。アメリカ連盟はスカウト教育法と呼ばれる、年齢と成長具合に適切な形で設計された非定型教育を通じてこれらのねらいの達成を追求する。各隊は地域社会の支援を受けている、共同体の一員である。
カブスカウトは制服を着るが、このことは少年にデン（巣穴、組）と呼ばれる共同体の中での帰属意識を持たせる。少年たちは集会や成人指導者の下4から10人の少年で構成されるデンでの共同作業を通じてチームワークを学ぶ。彼らは市民性、同情、協力、勇気、信用、健康の核心的価値観と誠実、忍耐、肯定的態度、めったにない問題を工夫をこらして対処する能力、尊敬、責任感を育む人格接合プログラムの中でカブスカウトの「決まり」と「約束」に成文化された理想を学ぶ。 進歩制度は年齢に応じた位と身体的、精神的及び情緒的健康の発達のために設計された学術およびスポーツプログラムの両方で用いられる。 ほとんどの進歩は家で行われ、家族全体や多くのカブスカウトを巻き込むことが意図されている。
ボーイスカウトはスカウトのちかい、おきて、 野外活動コード、スカウトのモットー (Be prepared、備えよ常に)およびスローガン (Do a good turn daily、日々の善行)に綴られた理想を使って学ぶようになる。彼らは制服を着用し、4から10人の少年と班長からなるパトロール（班）で共同作業をする。スカウトは責任を共有し、集会や野外での共同生活で学んだ技能を応用する。進歩制度は人格的成長と自立を促すべく提供される。スカウトは模範かつよき指導者としての役割を果たす成人指導者と相互作用するが、彼ら自身の活動は班で計画し、地域社会に奉仕することが期待されている。
ベンチャーは、スカウトのちかいとおきてを知り、それに従って行動することが期待されている。2014年5月以前、ベンチャーは、現在廃止されているベンチャーのちかいとおきてに従っていた。2012年10月、ボランティアのスカウトで構成される特別委員会の調査結果と推奨事項として、全国協議会は、カブスカウトとベンチャーはスカウトのちかいとおきての使用、また、ベンチャーの場合、ボーイスカウトの三本指敬礼とサインに移行することを発表した。ベンチャーの変更は2014年5月に行われ、2015年半ばにカブスカウトの変更がされた。

### 位
スカウトが達成できる位は7つある（イーグルパームはこの位に含まれない）。位を取得するには、スカウトはその位の課目を完了し、スカウトマスター会議と審査委員会（スカウトランクを除く）をする必要がある。スカウトが獲得できる7つの位は、スカウト、テンダーフット、セカンドクラス、ファーストクラス、スタースカウト、ライフスカウト、イーグルスカウトである。一部のメリットバッジとリーダーシップポジションは、スカウトに与えられる前に特定の位を持っている必要があり、特定の位の取得には別のメリットバッジとリーダーシップポジションを持っている必要がある。

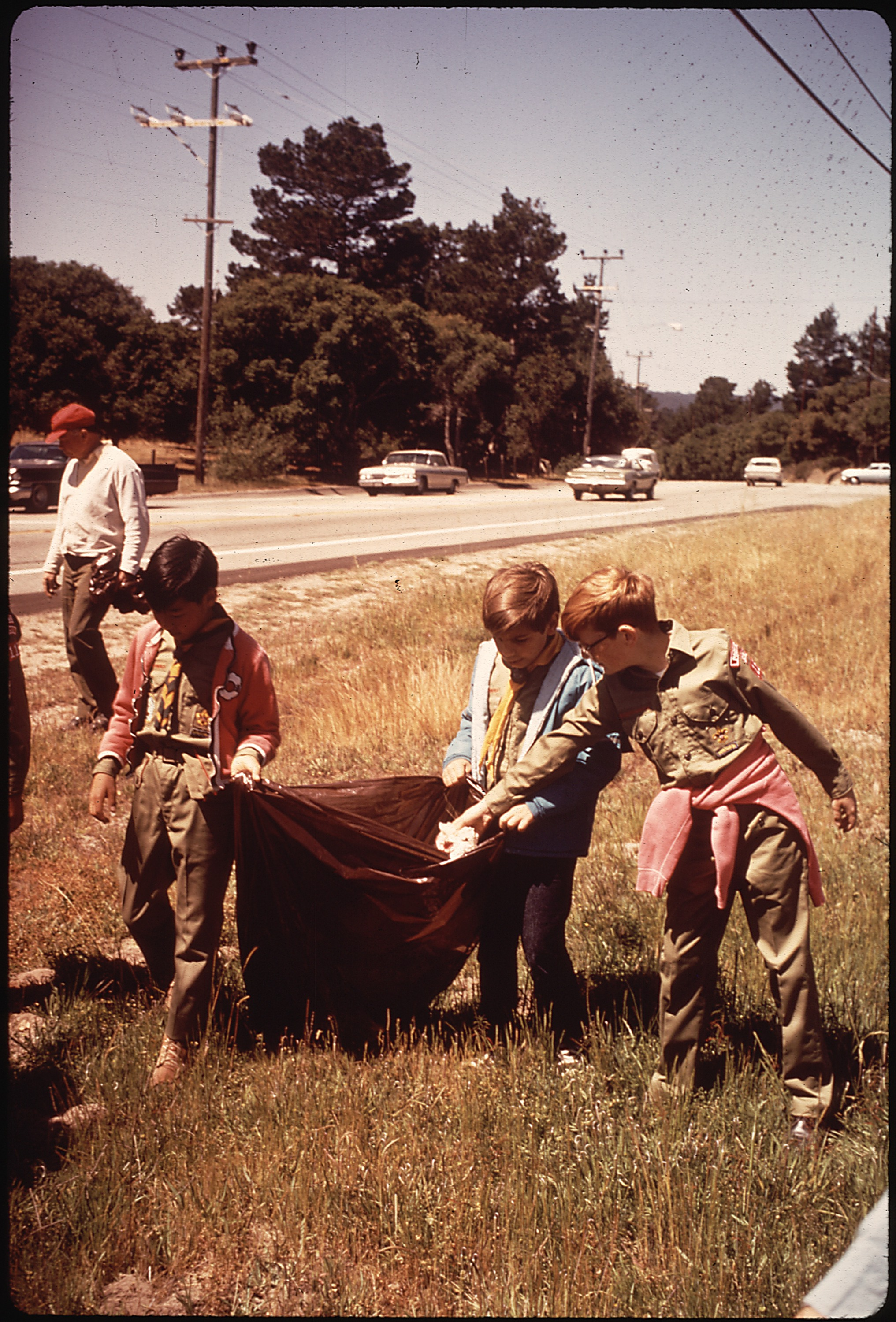
1971年アイダホ州のボーイスカウト

### イーグルスカウト
最高位を獲得したスカウトはイーグルスカウトと呼ばれる。1911年に導入されて以来、200万人以上の青年がイーグルスカウトの位を取得していった。 最低でも21個の技能章を取得し、ちかいとおきて、奉仕、リーダーシップによるスカウトの精神を実践することが要求される。これにはスカウトが計画し、組織し、指導し、運営する広範囲の奉仕計画も含まれる。イーグルスカウトはスカウトとしての達成が視覚で認められるようなメダルとバッジを授与される。 追加の表彰として、さらなる階位の保有、リーダーシップ、技能章の要件を満たせばイーグルパームが授与される。　多くの有名なアメリカ人がイーグルスカウトである。宇宙飛行士のニール・アームストロング、アカデミー長編ドキュメンタリー映画賞を獲得した映画監督マイケル・ムーア、司会者のマイク・ロウ、市長のマイケル・ブルームバーグ、国防長官のロバート・ゲーツ、大統領のジェラルド・フォードなど、枚挙に暇がない。
2019年2月にアメリカ連盟に女子の参加が許可されると、同年2月1日の時点で16歳以上18歳未満のすべてのスカウトに対して、最大2年間の一時的な期間延長が許可された。

### ジャンボリー

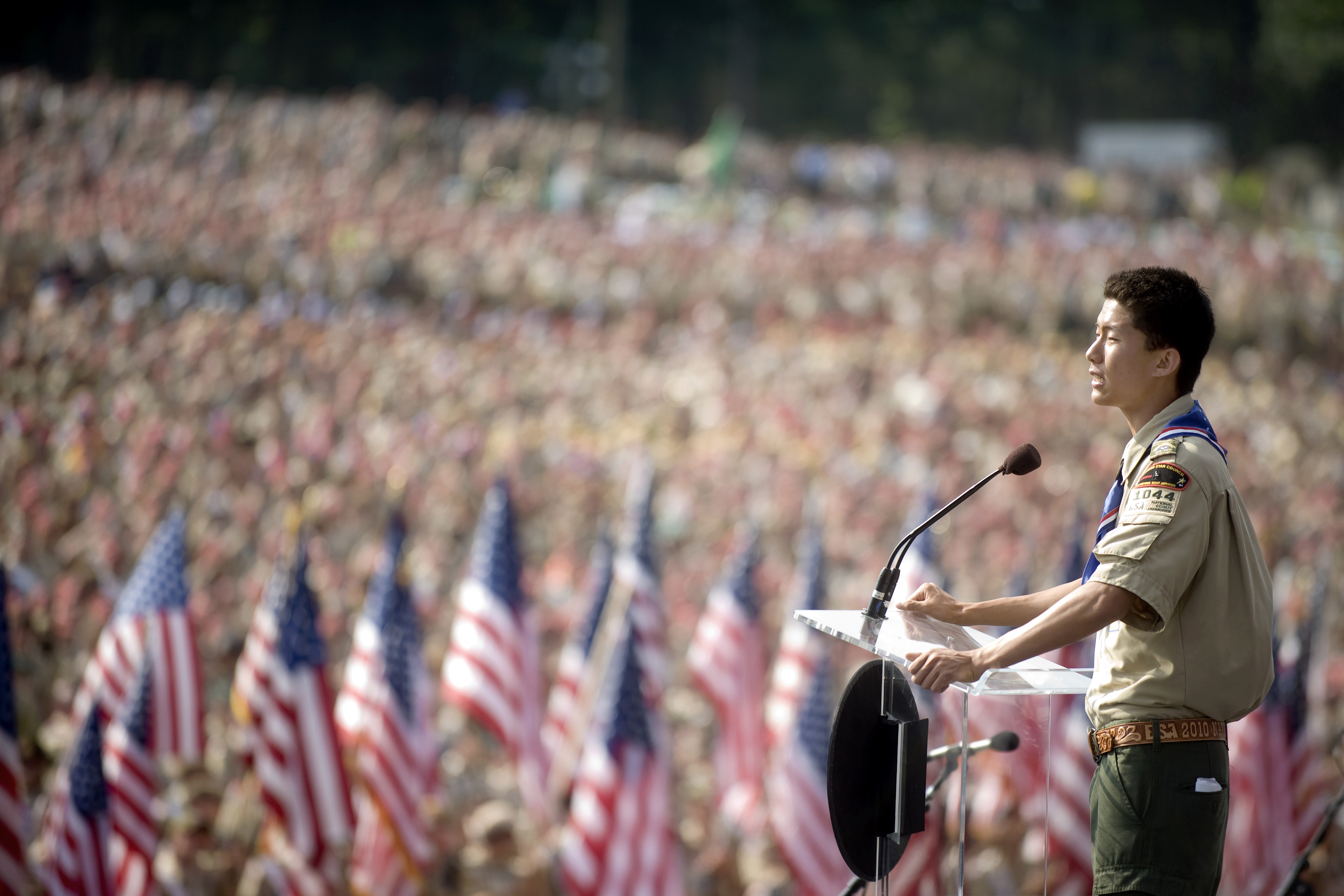
200万人目のイーグルスカウトAnthony Thomasが45000人を超えるスカウトに挨拶。 バージニアで開かれた2010年ジャンボリーにて。

ジャンボリーは合衆国中のボーイスカウトが集まる行事である。通常4年ごとに開催されるが、アメリカ連盟の百年祭に合わせて行われた2010年ジャンボリーのように調整されることもある。最初のジャンボリーは1937年にワシントンD.C.のワシントン記念塔で行われた。ジャンボリーには、27,232人のスカウトとリーダーが参加した。1950年、ペンシルベニア州バレーフォージで2回目のジャンボリーが開催された。これは、創立40周年を記念するものであった。1981年の初めに、ジャンボリーがバージニアのFort A.P. Hillで開催された。アメリカ連盟が所有する常設の野営地が2008年に将来のジャンボリー、高度な冒険プログラムと訓練のために選ばれた。 ウエストバージニアのベックレイに近いベクテル一家の保有する頂上の国立スカウト保安林は今や2013年ジャンボリーをはじめとした常設野営場となっている。

### ハイアドベンチャーベース
ボーイスカウトアメリカ連盟は全国規模でハイアドベンチャーベースを運営している。それぞれが広範囲にわたるプログラムと訓練を提供する。典型的な中核プログラムはセーリングやウィルダネスカヌー、原野の移動キャンプなどを含む。これらのベースはハイアドベンチャー部門全国委員会が運営している。
現在のハイアドベンチャーベースには フィルモントスカウト牧場、北ティア国立ハイアドベンチャーベース、フロリダ国立ハイアドベンチャーシーベース、2013年のジャンボリー会場となった頂上ベクテル一家の国立スカウト保安林などがある。

### ラブ・オブ・アウトドア
スカウトは自然を冒険的な場所と見なしており、スカウトが年をとることで、若い頃の経験から自然愛好家になることが期待されている。スカウトは自然を遺産だと考えている。
On breaking up camp leave two things behind you: 1. Nothing. 2. Your thanks.—ベーデン・パウエル（1919年）
意味:キャンプを解散するときは、感謝だけを残して去りなさい。

## 組織

### 全国協議会

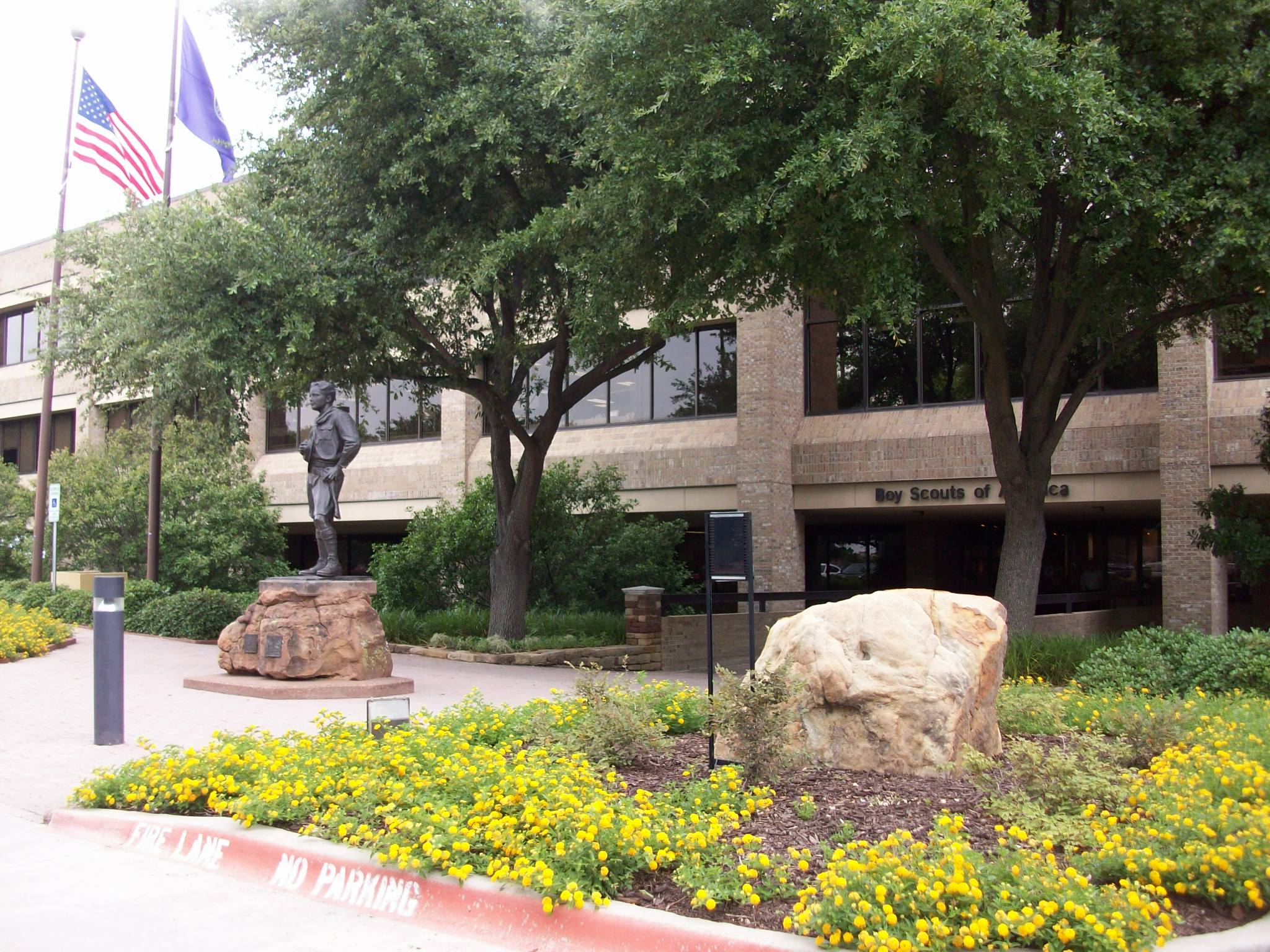
アービングのアメリカ連盟事務局

全国協議会はボーイスカウトアメリカ連盟の法人会員であり、年に一度顔を合わせる無給のスカウト指導者たちで構成される。全国協議会の日々の営業は総長執行部とほかのスタッフによって運営されている。全国協議会メンバーには全国役員と理事会、地域事務局長、地方連盟長、加盟員全体と名誉会員から選挙されたボランティアが含まれる。1979年以来本部はアービングに置かれている。
1910年のアメリカ連盟創設以来、アメリカ合衆国大統領はその任期の間名誉連盟長を務め、元大統領は生涯にわたって名誉副連盟長を務めることになっている。

### 地域

2011年時点でのボーイスカウトアメリカ連盟地域

管理上の理由により、アメリカ連盟は西部・中央・南部・北東の4つの地域に分けられる。それぞれの地域はさらに細区画化される。
それぞれの地域はボランティアの地域長とそれを補佐するボランティア職員、地域委員会と地域会議を持つ。日常業務は地域部長と地域副部長、地域準部長、地方部長によって行われる。地域と地方は全国協議会の細分であり、法人資格がアメリカ連盟と別にあるわけではない。
- 中央地域：アイオワ、カンザス、ミシガン、ミネソタ、ミズーリ、ノースダコタ、オハイオ、ウィスコンシンの全域及びイリノイ、インディアナ、ケンタッキー、モンタナ、ネブラスカ、サウスダコタ、バージニア、ウェストバージニアの一部.
- 北東地域：コネチカット、コロンビア特別区、デラウェア、マサチューセッツ、メーン、ニューハンプシャー、ニュージャージー、ニューヨーク、ペンシルバニア、プエルトリコ、ロードアイランド、バーモント、バージン諸島の全域及びメリーランド、バージニア、ウエストバージニアの一部と大西洋連盟の加盟員
- 南部地域：アラバマ、アーカンソー、フロリダ、ジョージア、ルイジアナ、ミシシッピ、ノースカロライナ、オクラホマ、サウスカロライナ、テネシーの全域及びイリノイ、インディアナ、ケンタッキー、メリーランド、テキサス、バージニア、ウェストバージニアの一部
- 西部地域：アラスカ、アリゾナ、カリフォルニア、コロラド、ハワイ、アイダホ、ニューメキシコ、ネバダ、オレゴン、ユタ、ワシントン、ワイオミングの全域、モンタナの大部分及びネブラスカ、サウスダコタ、テキサスの一部と太平洋上の領土、ならびに極東連盟の加盟員

### 地方連盟

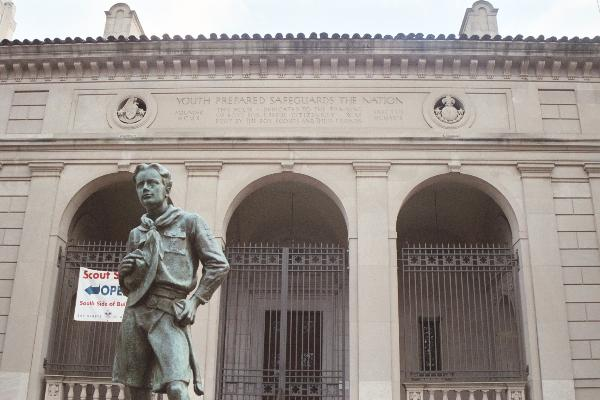
フィラデルフィアで活動する自由の揺籃連盟のスカウトセンター前にある「理想的なスカウト」像

アメリカ連盟のプログラムは全国273の地方連盟によって実施される。これらの地方連盟は地理的区分ごとに設置されるが、それぞれの管轄範囲はひとつの都市から州単位のものまで多岐にわたる。地方連盟は全国協議会からの年次の承認を受け、一般的には慈善団体として法人化されている。
アメリカ連盟は海外（大部分はヨーロッパ及びアジアの軍事基地）在住のスカウトのための連盟を2つ設けている。 イタリアのリヴォルノに本部を置く大西洋連盟はヨーロッパの大部分の、日本に本部を置く極東連盟は西太平洋地域のスカウトのためにある。この直轄支部の存在によって、合衆国の州の管轄区域の外や離島に住む米国市民およびその扶養家族もスカウト運動に参加することができる。ハワイのアロハ連盟も西サモア、グアム、北マリアナ諸島とミクロネシア連邦、マーシャル諸島、パラオのアメリカ連盟加盟隊を管轄する。
大ニューヨーク連盟は各区ごとのスカウト委員会に分けられている点で特徴的である。似たようなもので、スカウト人口と地理的な距離からユタ国立公園連盟は12にわけられていて、それぞれに置かれた副連盟長と副コミッショナーが指導している。
地方連盟は地区に分けられ、それぞれの地区は地区役員、地区委員長、地区コミッショナーが指導する。 地区は直接スカウトの隊に責任を持つ組織で、地区役員以外はボランティアである。 各地区の投票権をもつ加盟員は1以上の隊を持つ公認団体のボランティア代表で構成されるのに加えて、毎年、今度地区委員長を選挙する加盟員の大部分から選挙で選ばれる。 区と地区は地方連盟の区分であって、法人資格が別々にあるわけではない。

### 公認団体と隊
ボーイスカウトアメリカ連盟は、特に近隣・地域社会の中でスカウト運動のプログラムを行うために宗教団体や友愛組合、方針団体といった共同体組織と協力関係にある。 それらの団体はアメリカ連盟による公認団体として知られている。それぞれの公認団体はアメリカ連盟の安全方針と指導方針に従うことに同意した上で集会場の提供、指導者の監督などを行っており、地域でのプログラムの「オーナー」とみなされている。
それぞれの公認団体は一つ以上の隊を持っている。それらの隊はカブスカウト隊(pack)・ボーイスカウト隊(troop)・バーサティスカウト隊(team)・ベンチャースカウト隊(crew)・シースカウト隊(ship)と名付けられた、青少年と青年指導者の集合体である。公認団体は望む限りの隊を持つことができるが、ふつうは3から4（それぞれの部門を一隊として）隊である。アメリカ連盟は指導者訓練、隊を越えた活動、キャンプ、ボランティア、 プロのサポートや保険業務を行う。隊は独自の活動を行うこともあり(たとえば月に一度キャンプに出かけたり、野外活動や奉仕活動を行うなど)、たいがい週に一回技能訓練や班行動の訓練のために公認団体の集会場で集会を行う。
末日聖徒イエスキリスト教会はアメリカ連盟の最初のスポンサーであった。1913年にこのプログラムを若者向けの相互改善協会プログラムの一環として採用し、2019年末にスポンサーをやめるまで、スカウト運動の最大のスカウト数を誇る公認団体であった。
アメリカ連盟の最盛期には1970年代に480万人の加盟員がいたが、その加盟員数は266の地方連盟全体で半分以下に減少した。2006年には290万人だったが、わずか10年後には約230万人に減少した。

### 財政
全国協議会は501(c)(3)非営利団体として法人化されており、個人からの寄付、会費、企業スポンサー、特別イベントから資金を調達しており、総収入は2億3700万ドルである。
個人からの寄付に加えて、アメリカ連盟には大企業からも多くの寄付が寄せられている。2010年の寄付の上位の企業は、インテル、エマソン、ベライゾン、3M、バンク・オブ・アメリカ、ウェルズ・ファーゴ、ファイザー、バレロエナジー、UPS、U.S.バンク、イーライリリー、GE、モンサントの順であった。

## 全国キャンプ教室
ボーイスカウトアメリカ連盟は全国キャンプ教室を開いている。これはボーイスカウトのサマーキャンプを各部門・各地域でどのように行っていくかについての訓練である。オンライン講習が行われている場合もあるが、ほとんどの地域では実技による1週間の訓練が求められる。1週間の訓練プログラムが済んだあとには、キャンプ教室章を着用することができる。これは右胸ポケットに着用する。 全国キャンプ教室の修了は5年間有効である。

## 指導者教育
アメリカ連盟は広範囲にわたる必修および追加の訓練プログラムを用意しており、その訓練内容は青少年の危険からの保護、野外活動技能や指導技術などである。

### 成人指導者教育
全ての成人指導者は青少年保護訓練を受ける必要があるほか、「これがスカウト運動だ」と呼ばれる概観的トレーニングと各人のレベルに応じた「ファスト・スタート」プログラムを受けることが強く奨励されている。基礎訓練が済んだ指導者は制服に指導者章を着用することができる。
アメリカ連盟のボランティアスタッフはキャンプ、ハイキング、応急処置、リーブ・ノー・トレース（来たときよりも美しく）、水泳やクライミングの際の安全対策、危険な天候その他についての野外活動技能の知識を得るために追加の技能訓練を受けることができる。
アメリカ連盟の最高レベルの指導者訓練がウッドバッジで、 週末2回分の野外活動プログラムを通じて参加者の指導技能を高めることに焦点が当てられている。いくつかの連盟ではパウダーホーンを用いた高度な冒険技術の訓練を行っている。シースカウトの指導者は高度な指導技術と隊運営のための講習によってシーバッジを取ることができる。

### 青年指導者教育
ボーイスカウトとバーサティスカウトの若い指導者は部門ごとの隊指導者講習を受けることができる。地方連盟は全国指導者訓練を、全国協議会はフィロモント訓練所で全国上級指導者訓練を実施する。ボーイスカウトアメリカ連盟は連盟レベルの研修を受ける若い加盟員向けにNYLT指導場を設置している。
ベンチャースカウトとシースカウトは部門ごとのベンチャー指導者技能講習を受けることができる。隊指導者は隊指導者講習ののちに、連盟が行うコディアック指導者訓練を受けることができる。
矢の騎士団のメンバーは、地域ごとに毎年複数回行われる全国リーダーシップセミナーを受けることができる。

## アメリカ人の生活への影響

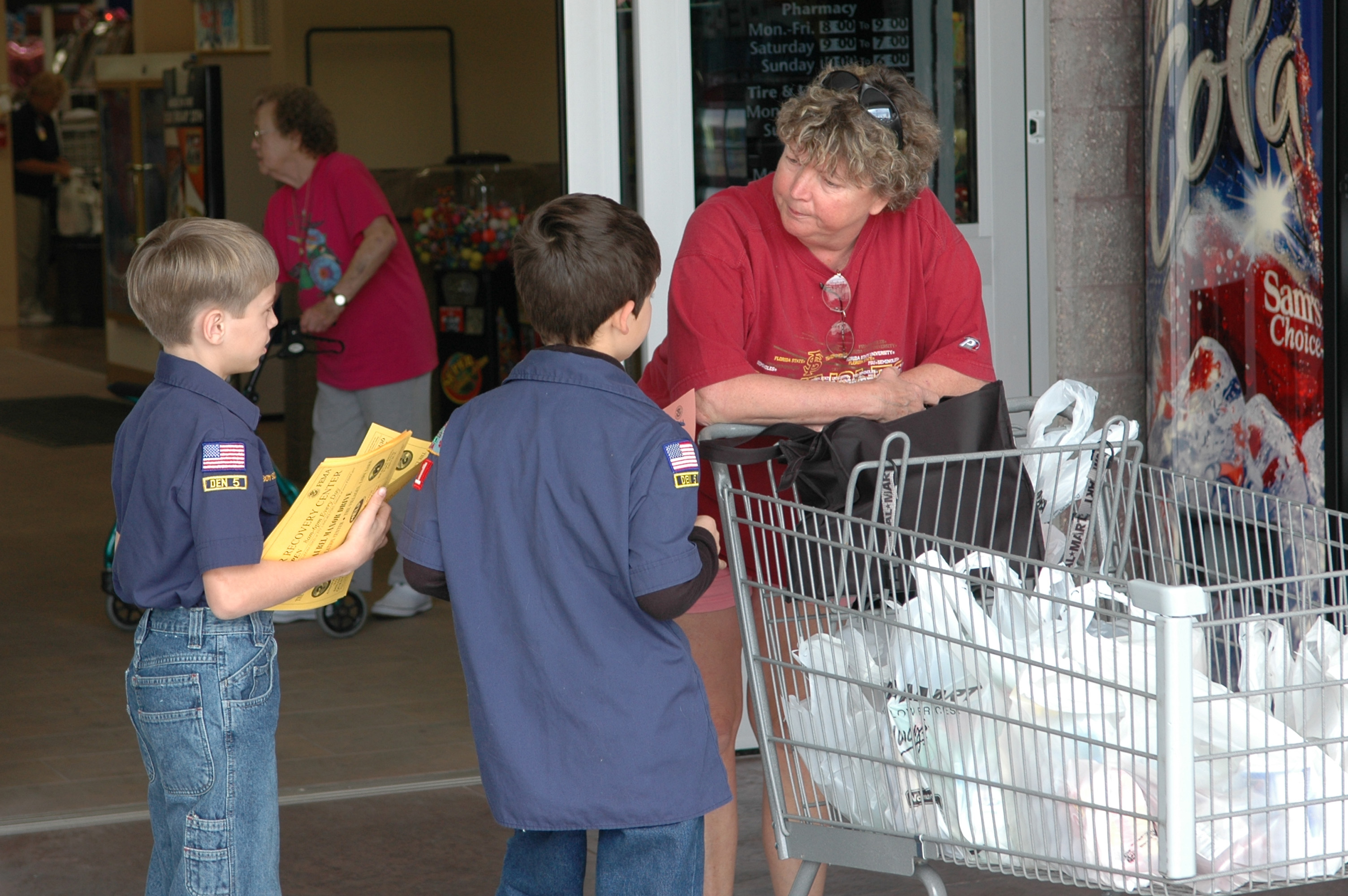
FEMAボーイスカウトアメリカのビデオ

スカウト運動とボーイスカウトはアメリカ文化のいたるところでよく知られている。　「ボーイスカウト」という言葉は真面目で誠実か、快活に他人を助ける者をあらわす言葉として広く用いられている一方で、理想主義すぎる者への蔑称としても用いられる。
様々な分野の傑出したアメリカ人は、映画監督のスティーブン・スピルバーグ（彼はメリットバッジに撮影章を加えることを推進した）から冒険家のスティーブ・フォセット、あるいは政治家に至るまで、青年時代にアメリカ連盟の加盟員であった。宇宙飛行士の3分の2以上が何らかの形でスカウト運動に参加したことがあり、月を歩いた12人のうち11人はスカウトであった。イーグルスカウトであったニール・アームストロングとチャールズ・デュークもそのひとりである。カブスカウトのための木製自動車のレースイベントであるパインウッドダービーは「春の恒例行事」と宣告され、リーダーズ・ダイジェストによって「アメリカ百選」に選ばれた。
ジェラルド・フォード大統領は「私がよきアスリートであり、よき海軍軍人であり、よき議員であり、よく備えた大統領であったのは、スカウト運動の原理のおかげであると、躊躇なく言える。」と発言している。

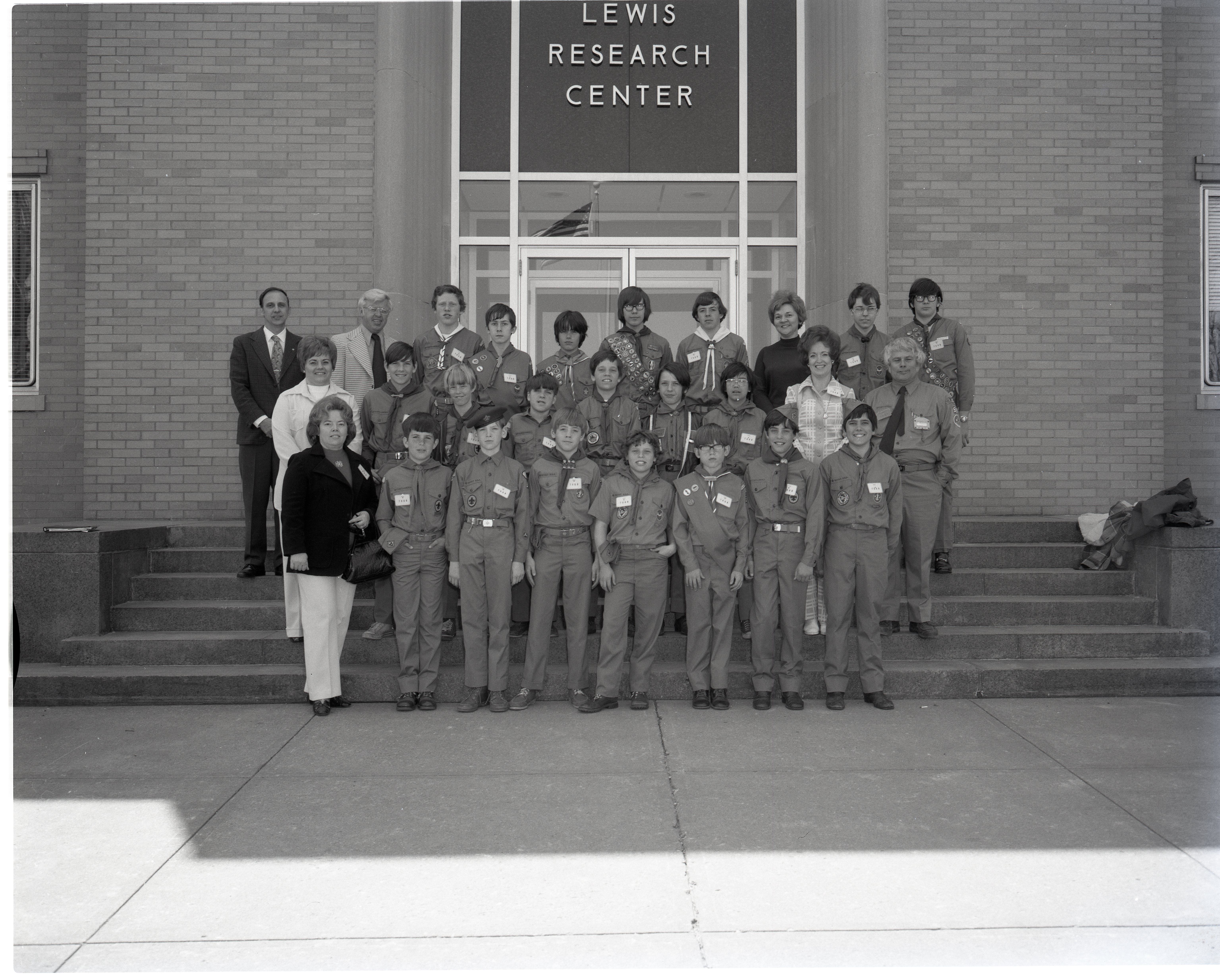
ボーイスカウト第11部隊（1966年）

著名なアメリカ人イラストレーターであるノーマン・ロックウェルの作品は、20世紀のかなりの期間にかけてアメリカ連盟と綿密に結び付けられてきた:43。1913年のはじめ、ロックウェルはアメリカ連盟の少年向け機関誌であるボーイズライフ誌の表紙絵を描き始めた。彼はまた1925年から1976年にかけてアメリカ連盟のカレンダーの絵を描いた:89。
1969年、ロックウェル75歳の誕生日を祝して、 Brown & Bigelow社とボーイスカウトアメリカ連盟の役員はロックウェルに、カレンダーの図画のために「画架をこえて（Beyond the Easel）」の中でポーズをとるよう頼んだ。 1976年のアメリカ合衆国200年祭のなかで、ロックウェルのスカウト運動に関する絵は国中を巡業し、28万人もの人々が観覧した:155。2008年にも12の都市を回るロックウェル作品の全米ツアーがあった。
Alvin Townleyは著書「Legacy of Honor」のなかでアメリカにおけるイーグルスカウトの大きな影響力について述べている。Townleyは彼らが不釣合いな程上院議員となっているのと同時に、如何にスカウト、特にイーグルスカウトは不釣り合いな程ハリケーン・カトリーナの際の除去ボランティアの役割を果たしたのかに言及した:152。 テキサス州知事リック・ペリーは著書『名誉にかけて どうしてアメリカ人のボーイスカウト的価値観は争奪する価値があるのか（On My Honor: Why the American Values of the Boy Scouts Are Worth Fighting For）』でアメリカ連盟のポリシーとアメリカ自由人権協会への批判禁止を守ったイーグルスカウトである。

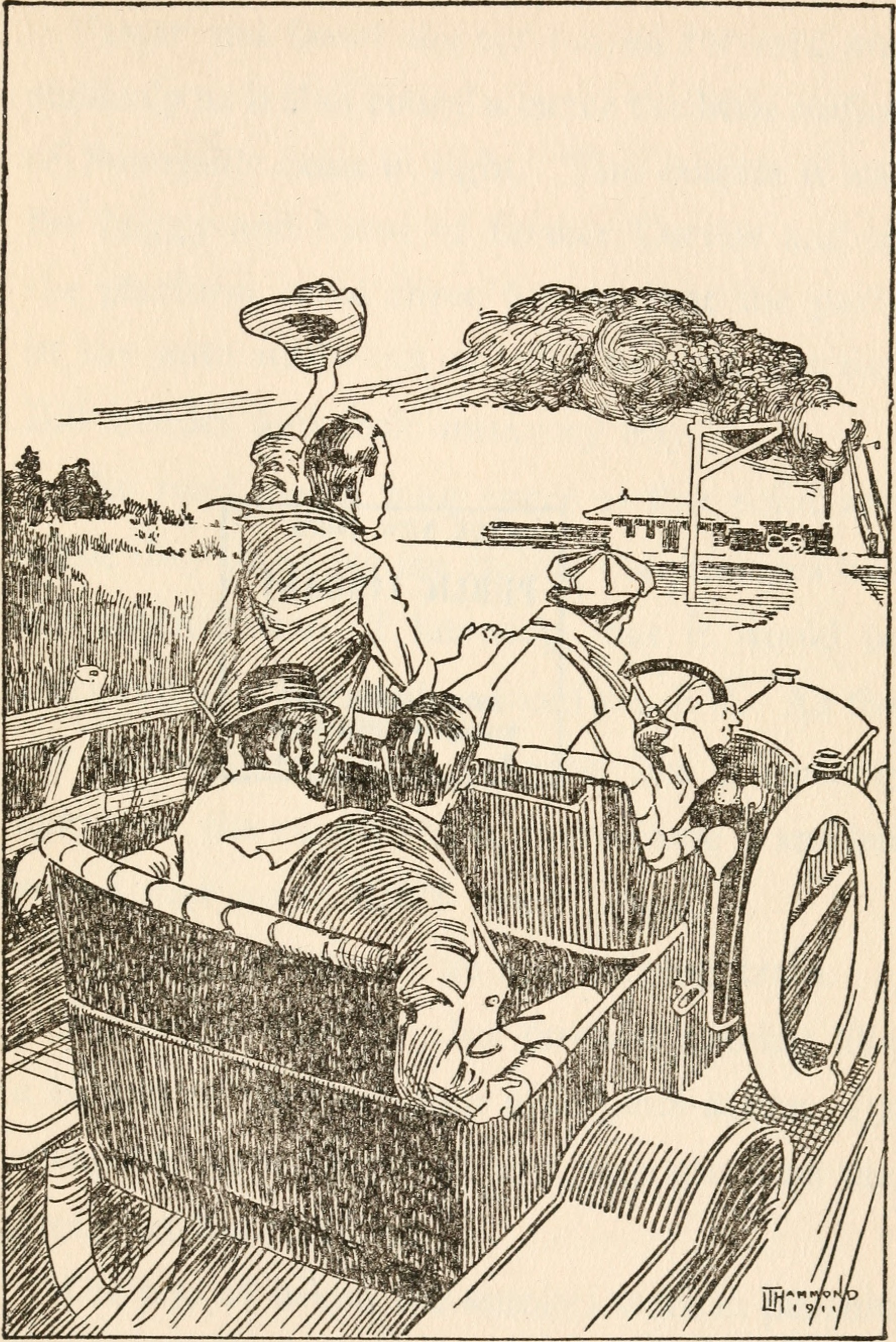
イーグルパトロールのボーイスカウト

Clear Channel CommunicationsのCEOであるMark Maysは2008年5月に雑誌の取材に対して、「スカウト運動は少年とその人生に巨大な肯定的影響を持つし、同様に共同体や社会全体にも肯定的な影響を持つ」と述べた。
20世紀の変わり目に、ハロウィンは財産の破壊と動物及び人間の虐殺による文化破壊運動の夜に変わった。1912年頃、アメリカ連盟とボーイズクラブなどの友好団体が、ハロウィンの晩に行うのが普通となっていた破壊活動を終わらせるべく、安全なお祝いを奨励した。
ボーイスカウトアメリカ連盟はいついかにしてスカウトの制服と記章が映画やその他描写に使われるかについて細心の注意を払っているため、ほとんどのアメリカ製映画・テレビ産業では「偽の」スカウト組織を利用している。『キング・オブ・ザ・ヒル』のアニメシリーズで描かれる「正直者騎士団」や1995年のチェビー・チェイスの映画『Man of the House』で描かれる「インディアン補導団」がその例である。フレッド・マクマレイが田舎の団の隊長を演じるディズニー映画『歌声は青空高く』は例外の一つである。これは1966年に劇場公開され1976年に再度上映された。ほかには、『ザ・ソプラノズ 哀愁のマフィア』のテレビ版で、夕食のためにレストランにTony Sopranoや制服を着た何人かのカブスカウトが座っているラストシーンがある。

### 善行

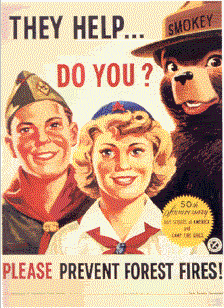
スモーキー・ベア（米農務省）とアメリカ連盟のスカウトとキャンプファイアガール　1960年

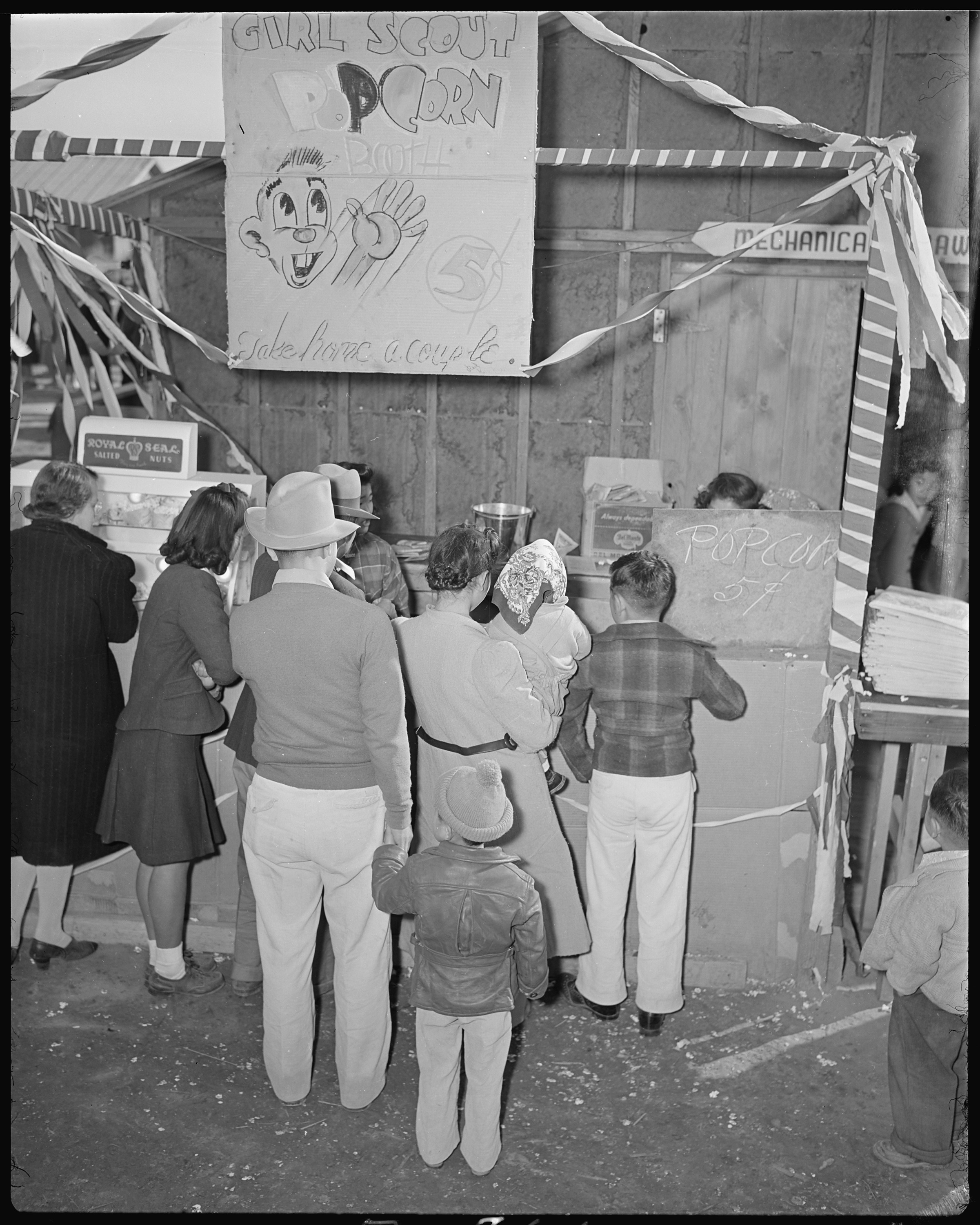
アリゾナ州ポストンのスカウト、1955年

スカウト運動が始められてからというもの、スカウトたちはアメリカ連盟のスローガンである「日々の善行（Do a Good Turn Daily）」に駆り立てられてきた。最初の全国的な「善行」運動は1912年の独立記念日の"safe and sane Fourth of July"の推進であった。第一次世界大戦中、ボーイスカウト・ガールスカウトに戦時郵便貯金切手の販売に動員するやる気を起こさせるために「全てのスカウトは兵士を守るためにある(Every Scout to Save a Soldier)」というスローガンが用いられた。Scouting for Foodは1986年に始められた毎年食べ物を集めてフードバンクに持っていくというプログラムで、これは現在も用いられている。1997年にアメリカ連盟は2000年の年末までに青少年加盟員による2億時間の奉仕を行うという方針のもと「アメリカへの奉仕(Service to America)」を展開した。その中でアメリカ連盟は国立公園局と連携した奉仕プロジェクトを行った。2003年10月、内務省は、全国民に奉仕を啓発すべく、「アメリカを誇れ」(Take Pride in America)の創設とプログラムを拡大を行った。
「アメリカへの奉仕」は2004年に「アメリカへの善行」となり、飢餓、ホームレス、不適切住居の問題への対処や、救世軍や赤十字、ハビタット・フォー・ヒューマニティなどの団体と連携した不健康問題への対処に活動を拡大している。

### 性的虐待と破産申請
スカウト運動のプログラムに参加した青少年が他の参加者・関係者から性的虐待を受けたスカウト運動における性的虐待のうち、ボーイスカウトアメリカ連盟における性的虐待について述べる。J.L. Tarr総長は1980年代にスカウト指導者に対する強姦事例が50州すべてで発生していることを認めた記事で、「ボーイスカウトが始まって以来の問題である」と言及している。いくつかの報告によって長年にわたって常習犯を含む性的虐待事例がアメリカ連盟内で認められることが表面化した。そのような事件を含めて有罪や和解という結果となった耳目を集める裁判事例がいくつかあった。2012年10月19日、アメリカ連盟は裁判所の命令により、主張されている1200件あまりの小児性的虐待事例についての2万ページ以上に登る文書を放出した。
2012年にロサンゼルス・タイムズが1947年から2005年の約60年間に性的虐待の加害者としてアメリカ連盟を除名された約5,000名分のリストを公開。アメリカ連盟にて勤務経験のあるバージニア大学教授が2019年1月に法廷にて行った証言によれば、アメリカ連盟は1944年から2016年の約60年間に1万2000人以上の子供が性的虐待の被害者となったことを認識していた。2019年4月、外部機関による調査によって、1944年から2016年にかけて7,819人もの指導的立場にあった者が性的虐待の加害者となり、被害者は1万2254人にも及んだことが明らかとなった。ニューヨーク州など一部の州が性的虐待に関する訴訟期限を一時的に撤廃したこともあり、アメリカ連盟は数百件もの訴訟を起こされる事態となり、2020年2月18日には損害保証に対応するため連邦倒産法第11章の適用を申請した。

## 記念品

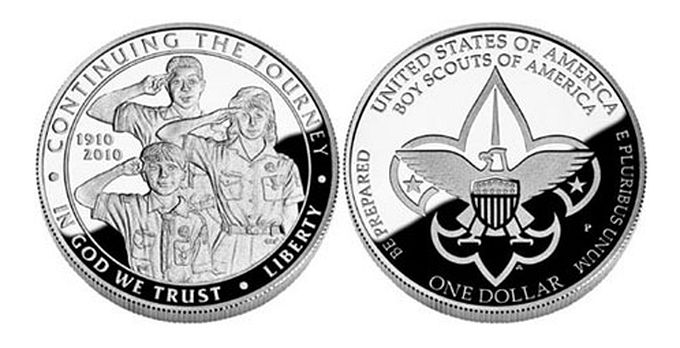
ボーイスカウトアメリカ連盟創立100周年記念銀貨
2010年3月23日、米国造幣局発行